# Holothuria cavans
Holothuria cavans is een zeekomkommer uit de familie Holothuriidae.
De wetenschappelijke naam van de soort werd in 1996 gepubliceerd door Massin & Tomascik.